# بريت بورغن
بريت بورغن (بالنرويجية البوكمول: Brett Borgen)‏ هي كاتِبة وشاعرة نرويجية، ولدت في 7 أكتوبر 1934 في أوسلو في النرويج، وتوفي بنفس المكان في 11 مارس 2014.